# 954 TCN
954 TCN là một năm trong lịch La Mã.